# إيغور بافلوفيتش
إيغور بافلوفيتش (7 يونيو 1986 بياغودينا في صربيا - ) هو لاعب كرة قدم صربي في مركز الهجوم. لعب مع نابريداك كروشيفاتس ونادي بيليستر ونادي سيليكس ونادي كوكسي ونادي ياغودينا وأوستروفيتش شفايتوكرجيسكي ‏ وماكفا شاباتس ‏ وKozármisleny SE ‏ وFK Novi Pazar ‏.

## وصلات خارجية
- إيغور بافلوفيتش على موقع قاعدة بيانات كرة القدم.إي يو (الإنجليزية)
- إيغور بافلوفيتش على موقع Soccerway.com (الإنجليزية)
- إيغور بافلوفيتش على موقع عالم كرة القدم.نت (الإنجليزية)